# Non cambiare mai
Non cambiare mai è un singolo del gruppo musicale italiano Statuto, pubblicato nel 1999 dalla Sony Music.

## Il disco
Il singolo contiene due pezzi: "Non cambiare mai", cover di un pezzo 2 tone ska, "My Girl" dei Madness e "Grande" canzone dedicata al Grande Torino in occasione del cinquantesimo anniversario dalla tragedia.

## Tracce
1. Non cambiare mai
2. Grande